# Le Légendaire no 17
Pour plus de détails, voir Fiche technique et Distribution.
Le Légendaire no 17 (en russe : Легенда № 17) est un film biographique russe réalisé par Nikolaï Lebedev en 2013. Il est consacré au joueur de hockey sur glace soviétique Valeri Kharlamov.

## Fiche technique
- Titre : Le Légendaire no 17
- Titre original : Легенда № 17
- Réalisation : Nikolaï Lebedev
- Scénario : Mikhaïl Mestetski, Nikolaï Koulikov (ru)
- Photographie : Irek Hartowicz
- Direction artistique : David Jiménez Díaz, Chris Swann
- Société de production : Trité
- Distribution : Russie
- Langue : russe
- Musique : Edouard Artemiev
- Décors : Viktor Petrov, Vladislav Travinski
- Costumes : Sergueï Stroutchev, Maria Iourechko
- Maquillage : Iñaki Maestre, Elena Vakhovskaïa
- Montage : Maxime Smirnov, Piotr Zelenov
- Son : Ruslan Khuseyn, Kirill Mechkov, Alekseï Samodelko
- Effets spéciaux : Hans Seck
- Directeur du casting : Uwe Bünker
- Consultant du hockey sur glace : Brad Turner[Lequel ?]
- Pays : Russie
- Genre : film biographique
- Durée : 134 minutes
- Format : Couleur - Son : Dolby, DTS - Format 35 mm
- Date de sortie : Russie : 18 avril 2013

## Distribution
- Danila Kozlovski : Valeri Kharlamov
- Oleg Menchikov : Anatoli Tarassov, entraîneur de hockey sur glace
- Svetlana Ivanova : Irina Smirnova
- Vladimir Menchov : Edouard Balachov, superviseur du Comité central d'État d'URSS
- Boris Chtcherbakov : Boris Sergueievitch, père de Valeri Kharlamov
- Nina Oussatova : médecin
- Roman Madianov : Vladimir Alfer (ru), entraîneur de hockey sur glace
- Darya Ekamasova (en) : Tatiana, sœur de Valeri Kharlamov
- Götz Otto : Phil Esposito, joueur de hockey sur glace canadien
- Andreï Rountso : Bobby Clarke, joueur de hockey sur glace canadien
- Alejandra Grepi : Begonia, mère de Valeri Kharlamov
- Aleksandr Kharlamov : Vlad, joueur de l'équipe Zvezda
- Aleksandr Lobanov : Aleksandr Goussev, joueur russe de hockey sur glace
- Aleksandr Ragouline (ru) : Aleksandr Ragouline, joueur russe de hockey sur glace
- Denis Serdioukov : Aleksandr Maltsev, joueur russe de hockey sur glace
- Valentin Smirnitski : président du comité sportif de l'URSS
- Pavel Nikitine : Nikolaï Ozerov, commentateur sportif

## Sortie

### Box-office
- Russie : 29 295 378 dollars[1].

## Distinction
- Six prix Aigle d'or et notamment celui du meilleur film en 2013.
- Prix d'État de la fédération de Russie en 2014